# Victor von Wilpert
Victor von Wilpert (* 11. Juli 1861  in Siuxt; † 21. Januar 1936 in Mitau) war ein deutsch-baltischer Lehrer und Historiker.

## Leben

### Herkunft und Familie
Richard von Wilpert entstammt der deutsch-baltischen Gelehrtenfamilie von Wilpert. Er war der ältere Sohn des Arztes James von Wilpert aus dessen erster (geschiedener) Ehe mit Pauline, geb. Reinhold (1840–1886). Der Lehrer und Schriftsteller Richard von Wilpert war sein Bruder.

### Werdegang
Er besuchte die Vorschule des Polytechnikums in Riga und studierte hier 1882/83 Architektur. Dieses Studium brach er ab und bereitete sich 1883/84 auf die klassische Maturitätsprüfung am Kronsgymnasium in Riga (heute 1. Staatsgymnasium Riga) vor. Von 1885 bis 1889 studierte er Geschichte an der Kaiserlichen Universität Dorpat 1889 graduierte er als Kandidat (Cand. hist.) und 1891 bestand er die Oberlehrer-Prüfung für Geschichte.
In den Jahren 1889 bis 1991 war er als Hauslehrer auf verschiedenen Gütern in Livland tätig.
Von 1892 bis 1894 unterrichtete er am deutschsprachigen privaten Kollmannschen Gymnasium in Dorpat. 1895 bestand er sein Examen als Oberlehrer für Deutsch. Ab 1895 war er Lehrer der deutschen Sprache am Mädchengymnasium und zeitweise an der Realschule in Mitau.
Victor von Wilpert war langjähriges Mitglied der Kurländischen Gesellschaft für Literatur und Kunst. Nach dem Ersten Weltkrieg schied er aus dem Schuldienst aus. Für kurze Zeit ging er nach Deutschland. Nach seiner Rückkehr nach Mitau betreute er die Bibliothek der Gesellschaft und das von der Gesellschaft getragene Kurländische Provinzialmuseum (zerstört 1944).

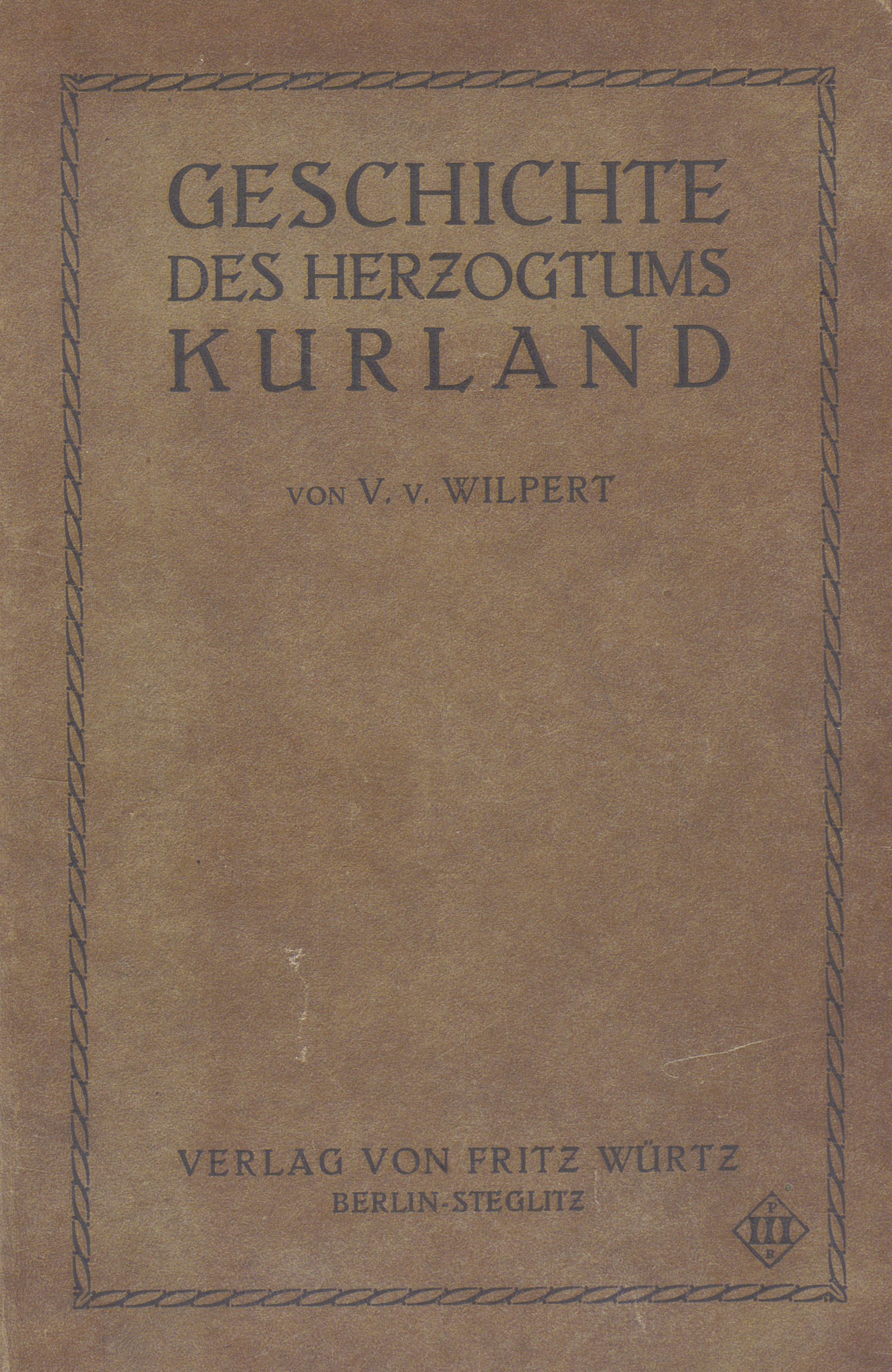
Geschichte des Herzogtums Kurland

Wilpert schrieb zahlreiche Artikel und Rezensionen in deutsch-baltischen Publikationen wie der Baltischen Monatsschrift. Sein Hauptwerk war die im Ersten Weltkrieg während der Besetzung Kurlands durch die deutsche Armee vom Verlag Fritz Würtz (Berlin-Riga-Leipzig) als Band 1 der Baltischen Bibliothek veröffentlichte Geschichte des Herzogtums Kurland. Sie erlebte in schneller Folge vier Auflagen. Die vierte Auflage hat mit den Bildnissen sämtlicher Herzöge und ihrer Gemahlinnen dokumentarischen Wert, weil die Gemälde im Zweiten Weltkrieg vernichtet wurden.

## Auszeichnungen
- Titel Staatsrat[4]

## Werke
- Fürst Bismarck und seine Skriptoren. Eine litterarisch biographische Mosaik. 1895 (Separatabdruck aus der Baltischen Monatsschrift Heft 4–6) (Digitalisat)
- Kurze Geschichte Kurlands : Verwandtschaftliches mit Reichsdeutschland. Würtz, Berlin [1916]
- Geschichte des Herzogtums Kurland. (= Baltische Bibliothek 1) Würtz, Berlin 1918

4. Auflage mit den Bildnissen sämtlicher Herzöge und ihrer Gemahlinnen